# آر. دبليو. غريفيث
آر. دبليو. غريفيث (بالإنجليزية: R. W. Griffith)‏ هو سياسي أمريكي، ولد في 7 أكتوبر 1906 في الولايات المتحدة، وتوفي في 21 أكتوبر 1960 في نفس البلد. حزبياً، نشط في الحزب الديمقراطي. وقد انتخب عضو مجلس نواب أركنساس.